# Sonic Riders
Sonic Riders (ソニックライダーズ, Sonikku Raidāzu) és un videojoc spin-off de carreres produït per Sega i desenvolupat per Sonic Team en cooperació amb NowPro, per la Nintendo GameCube, PlayStation 2, Xbox i PC. És el quart joc de carreres en la saga Sonic the Hedgehog, precedit per Sonic Drift, Sonic Drift 2 and Sonic R.
El videojoc va ser llançat per començar el 15è aniversari del llançament de la saga Sonic the Hedgehog. Per un curt període, la versió del videojoc de la Microsoft Xbox va ser llançada amb un DVD de Sonic X gratis. Aquest videojoc presenta 5 personatges nous jugables, els Babylon Rogues i els E-10000 series. Una seqüela de Sonic Riders, titulada Sonic Riders: Zero Gravity, va ser llançat en el 2008 per la Wii i la PlayStation 2. Aquest va ser l'últim joc de Sonic the Hedgehog game per la Nintendo GameCube i la Microsoft Xbox a nivell mundial, i l'últim joc de Sonic the Hedgehog llançat per la PS2 en el Japó.

## Argument
Aquest joc es divideix la història en dues meitats, la Història dels Herois (Team Sonic) i la Història de Babylon (Babylon Rogues). Ambdues històries comencen de forma diferent, i se superposen amb el temps. Les dues històries són només explicada des del punt de vista de personatges específics. La Història de Babylon també inclou un epíleg, la qual s'expandeix més enllà de la Història dels Herois i inclou al cap final.